# IPhone OS 1
iPhone OS 1 (officiellement iPhone Software) est la toute première version d'iOS, le système d'exploitation mobile d'Apple. iPhone OS 1.1.5 est la dernière mise à jour d'iPhone OS 1.
Cette version d'iOS était la première des systèmes d'exploitation tactiles. Aucun nom officiel ne lui a été donné lors de sa sortie initiale ; Apple a simplement publié une version du système d'exploitation de bureau Mac OS X. Le 6 mars 2008, avec la sortie de l'iPhone SDK (kit de développement logiciel iPhone), Apple l'appelle iPhone OS (renommé "iOS" le 7 juin 2010). iPhone OS 2 succède à cette version le 11 juillet 2008.
La mise à jour pour iPhone OS 1.1.3 coûtait 19,95 $ aux utilisateurs d'iPod Touch.

## Applications
Cette première version d'iOS ne permettait pas de télécharger des applications externes. L'App Store ne viendra qu'avec iPhone OS 2.

### Springboard
- iTunes (Bêta et iPod touch 1 uniquement)
- Messages
- Calendrier
- Photos
- Appareil photo
- YouTube
- Bourse
- Plans
- Météo
- Horloge
- Calculatrice
- Notes
- Réglages

### Dock
- Téléphone
- Mail
- iPod
- Safari

## Appareils compatibles
- iPhone (1re génération)
- iPod Touch (1re génération)